# Hyperium Records
Hyperium Records war ein deutsches Musiklabel mit Sitz in Nürnberg, das vor allem Bands aus dem Dark Wave und verwandten Bereichen veröffentlichte. Es wurde 1991 gegründet.
Das Label etablierte ab 1993 die Kompilationsreihe Heavenly Voices, die es bis 1998 auf fünf Teile brachte.

## Veröffentlichungen (Auswahl)
- Anchorage – The Bleak Wooden Tower (1996)
- Arts and Decay Trail of Tears (1989)
- Attrition – 3 Arms & A Dead Cert (1996)
- Calva Y Nada – Dias Felizes (1991)
- Cancer Barrack – Leben (1993)
- Chandeen – Jutland (1995)
- Die Form – Suspiria de Profundis (1994)
- Forthcoming Fire – Ekhnaton (1992)
- Jarboe – Thirteen Masks (1991)
- Louisa John-Krol – Alexandria (1999)
- Love Is Colder Than Death – Oxeia (1994)
- Lycia – The Burning Circle and Then Dust (1995)
- Second Voice – Murder She Said (1992)
- Sleeping Dogs Wake – Sugar Kisses (1993)
- Still Patient? – Salamand (1992)
- SToa – Porta VIII (1994)
- Swandive – Intuition (1997)
- Sweet William – These Monologues (1992)
- Les Berrtas – Nekropolis (1992)
- Various Artists – Heavenly Voices (Kompilationen, 1993–1998)